# Mărioara Popescu
Mărioara Popescu-Ciobanu (ur. 9 listopada 1962 w Corlăteni) – rumuńska wioślarka, dwukrotna medalistka olimpijska i wielokrotna medalistka mistrzostw świata.

## Kariera
Wystąpiła na igrzyskach olimpijskich w Los Angeles w 1984, gdzie wspólnie z Elisabetą Oleniuc zdobyła złoty medal w dwójkach podwójnych. W wyścigu finałowym o 2,38 sekundy wyprzedziły osadę Holandii, a o 3,07 sekundy osadę Kanady. Na rozgrywanych cztery lata później igrzyska olimpijskie w Seulu startowała w jedynkach, jednak zajęła piąte miejsce. Brała też udział w igrzyskach olimpijskich w Atlancie w 1996, gdzie osada Rumunii w składzie: Anca Tănase, Veronica Cochela, Liliana Gafencu, Doina Spîrcu, Ioana Olteanu, Elisabeta Oleniuc-Lipă, Mărioara Popescu-Ciobanu, Doina Ignat i Elena Georgescu (sternik) zdobyła złoty medal w ósemkach. Rumunki wygrały wyścigi eliminacyjne, a w finale uplasowały się 4,32 sekundy przed Kanadyjkami i 4,71 sekundy przed Białorusinkami. 
Na mistrzostwach świata w Duisburgu (1983) zdobyła brąz w dwójkach podwójnych, a na mistrzostwach świata w Hazewinkel (1985) była druga w tej konkurencji. Następnie zajęła trzecie miejsce w jedynkach na mistrzostwach świata w Kopenhadze (1987), plasując się za Bułgarką Magdaleną Georgiewą i Martiną Schröter z NRD. Kolejny medal zdobyła podczas mistrzostw świata w Tasmanii (1990), zwyciężając w ósemkach. Wynik ten powtórzyła na mistrzostwach świata w St. Catherines (1999). Ponadto zdobyła srebro na mistrzostwach świata w Motherwell (1996) i brąz na mistrzostwach świata w Zagrzebiu (2000) w czwórkach bez sternika. 
Po zakończeniu kariery pracuje w klubie Steaua Bukareszt. Jej mąż Dimitrie Popescu był trenerem wioślarstwa. Razem mają dwie córki: Angelinę (ur. w 1989) i Anę Marię (ur. w 1994).